# Casa da Música
La Casa da Música és la principal sala de concerts de Porto, a Portugal.
Va ser dissenyada per l'arquitecte holandès Rem Koolhaas, amb motiu de la designació de Porto com Capital Europea de la Cultura l'any 2001, tot i que la construcció finalitzà el 2005, transformant-se immediatament en una icona de la ciutat.

## Construcció
La Casa da Música va ser construïda prop d'un dels principals eixos de tràfic del centre de la ciutat, la Rotunda da Boavista. El lloc on ara hi ha l'edifíci era utilitzat per a la recollida i reparació dels trens elèctrics que circulaven per la ciutat de Porto.
El cost inicial previst per a la construcció, excloent el valor dels terrenys, era de 33 milions d'euros, però va costar 111,2 milions i es va acabar quatre anys després del termini inicial previst.
El juliol de 1999, quan començaren els treballs preparatoris, l'objectiu inicial encara era que la Casa da Música obrís les portes el desembre de 2001, a temps de coincidir amb la clausura de la Capital Europea de la Cultura. Acabà per ser inaugurada a l'abril de 2005, encara que els treballs foren formalment finalitzats em maig de l'any següent.
La construcció de l'edifici va portar nous desafiaments a l'enginyeria, de com dur a terme la forma geomètrica senar que l'edifíci té. Els treballs d'enginyeria van estar a càrrec de les empreses Ove Arup en Londres en conjunt amb Afassociados, a Porto.

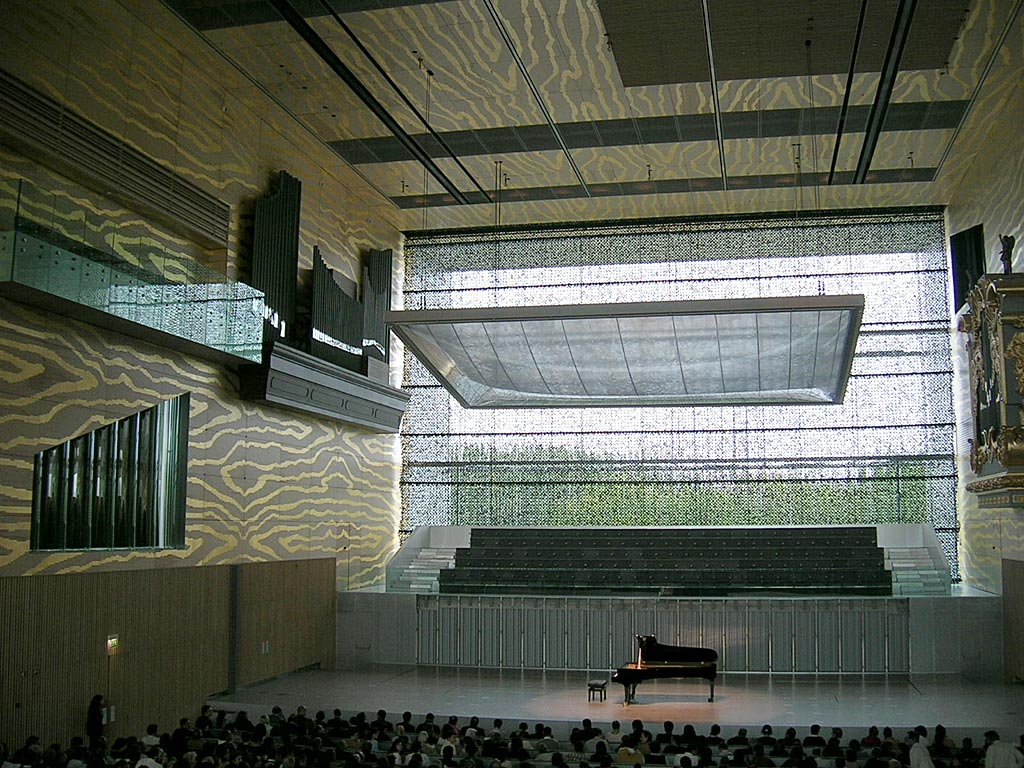
Vista de l'interior de l'auditori

## Crítiques de l'especialitat
L'arquitectura de l'edifici va ser aclamada internacionalment. Nicolai Ouroussoff, crític d'arquitectura del New York Times, el va classificar com al "projecte més atraient que l'arquitecte Rem Koolhaas ha construït" i com a "un edifici amb un ardor intel·lectual que està combinat amb la seua bellesa sensual". El comparen també "a l'exuberant projecte" del Museu Guggenheim Bilbao de l'arquitecte Frank Gehry a Bilbao, Espanya. "Considerant només l'aspecte original de l'edifici, es verifica que aquesta és una de les més importants sales d'espectàcles construïda en els últims 100 anys", comparant-ho a la sala d'espectàcles de Walt Disney, a Los Angeles i a l'auditori de la Berliner Philharmonie

## Inauguració
Tot i que el primer concert va tenir lloc el dia 14 amb els Clã i Lou Reed, l'espai va ser inaugurat oficialment el dia 15 d'abril de 2005, pel President de la República Jorge Sampaio. El Primer Ministre, polítics i la societat de Porto estigueren presents al concert, ofert per l'Orquestra Nacional do Porto.

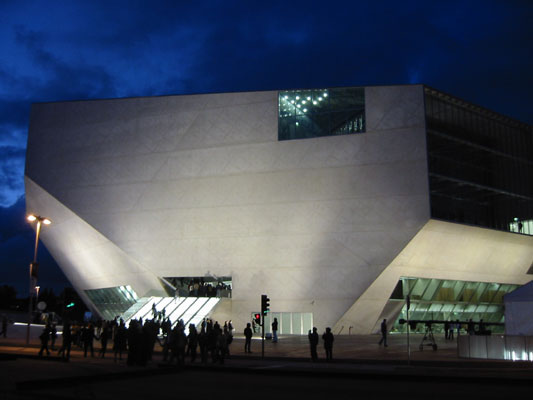
Casa da Música, a la nit de la inauguració

## Funcionalitat de l'edifici
La Casa da Música compta amb dos auditoris principals, encara que altres àrees de l'edifici puguen ser adaptades per a concerts o espectàcles (oficines, activitats educacionals, etc.).
- L'auditori gran té una capacitat inicial de 1.238 places, però pot variar segons l'ocasió.
- L'auditori menut és flexible, i no té nombre fix de places, encara que es pot establir una mitja de 300 places amb seients i 650 places dempeus, depenent de la mida i de la localització de l'escenari, de la posició de les cadires, de la presència i mida de l'equipament de so i de gravació, etc..
- A la part superior de l'edifici, hi ha un tercer espai per a espectacles, dissenyat per a 250 places.